# 林口中正藝術街商圈
林口中正藝術街商圈範圍以新北市林口區中正路為中心，跨粉寮路到竹林路，全長共947公尺，主要消費族群以周遭醒吾科技大學和林口工業區人潮為主。主要產業類別為民生消費產業。

## 周邊觀光資源
1. 公園：林口婦幼公園、林口運動公園等
2. 步道：林口森林步道、林口濱海步道、新林步道
3. 景點：竹林山觀音寺、桃園酒廠(原林口酒廠)

## 相關網站
- 新北市形象商圈-林口中正藝術街商圈